# Geoffrey Burnstock
Geoffrey Burnstock (10 mai 1929 - 2 juin 2020) est neurobiologiste et président du Centre de neurosciences autonomes de la faculté de médecine de l'UCL. Il est surtout connu pour avoir inventé le terme de signalisation purinergique, qu'il découvre dans les années 1970. Il prend sa retraite en octobre 2017 à l'âge de 88 ans.

## Biographie
Burnstock fait ses études à la Greenford County School, au King's College de Londres (BSc, 1953) et à l'University College de Londres (PhD, 1957). Il joue un rôle clé dans la découverte de l'ATP en tant que neurotransmetteur. Il est nommé maître de conférences à l'Université de Melbourne en 1959 et devient professeur et président de zoologie en 1964.
En 1975, il devient chef du département d'anatomie et de biologie du développement à l'UCL et responsable du centre de neurosciences. Il est directeur de l'Autonomic Neuroscience Institute de la Royal Free Hospital School of Medicine depuis 1997. Il est élu à l'Académie australienne des sciences en 1971, à la Royal Society en 1986, à l'Académie internationale des sciences de Munich, à l'Académie des sciences médicales en 1998 et membre honoraire du Royal College of Surgeons et du Royal College of Physicians en 1999 et 2000. Il reçoit la médaille d'or de la Royal Society en 2000. Dans son domaine de recherche, il est reconnu par ses nominations en tant que premier président de l'International Society for Autonomic Neuroscience (en) et son rôle de rédacteur en chef de la revue spécialisée Autonomic Neuroscience: Basic and Clinical,.
Il supervise plus de 100 étudiants en doctorat et en médecine et publie plus de 1400 articles originaux, critiques et livres. Il est le premier sur la liste de l'Institute of Scientific Information des scientifiques les plus cités en pharmacologie et toxicologie de 1994 à 2004.
Burnstock est rédacteur en chef de la revue Purinergic Signaling.
Burnstock reçoit la médaille Macfarlane Burnet de l'Académie australienne des sciences 2017 en reconnaissance de ses recherches scientifiques exceptionnelles en sciences biologiques.
Il est décédé le 2 juin 2020 à l'âge de 91 ans.